# 瓦西利斯·亚历克萨基斯
瓦西利斯·亚历克萨基斯（希臘語：Βασίλης Αλεξάκης，1943年12月25日—2021年1月10日），希腊-法国作家，主要创作小说，以希腊语、法语双语写作。

## 生平
瓦西利斯·亚历克萨基斯生于希腊雅典。1961年移民法国学习新闻，1964年回国。1968年流亡巴黎。1974年发表处女作、法语小说《三明治》。1981年出版第一部希腊语小说《Talgo》。
2021年1月10日，在希腊雅典去世。